# NGC 2494
NGC 2494 je galaksija u zviježđu Jednorogu.

## Vanjske poveznice
- SEDS: NGC 2494